# Rasa (isola)
L'isola di Rasa è un'isola corallina piatta nel Mar di Sulu, situata poco al largo della costa della municipalità di Narra a Palawan, nelle Filippine. È un'isola poco profonda circondata da mangrovie e piane di marea che ospitano una delle ultime foreste costiere rimaste nel paese. L'isola ospita la più grande popolazione di cacatua delle Filippine, una specie endemica e in pericolo critico, che nelle Filippine si presenta allo stato selvatico. È stata dichiarata area protetta nel 2006.

## Geografia
L'isola di Rasa è una grande palude di mangrovie irregolare su una barriera corallina che si estende per circa 640 metri (2 100 ft) oltre l'isola lungo le estremità sud-ovest e nord-est. Si trova a circa 0,5 chilometri (0,31 mi) da Casuarina Point e forma il lato nord-orientale della baia di Mantaquin. Solo un terzo dell'isola è permanentemente asciutto, mentre i restanti due terzi sono esposti alle maree occasionali. A nord si trovano l'isola di Arena e altre piccole isole coralline sulla costa di Aborlan; a sud, attraverso la baia di Mantaquin, si trovano le isole Linda ed Emelina.
L'isola di Rasa è amministrata come parte del barangay Narra di Panacan, trovandosi a soli 3 chilometri (1,9 mi) a nord della poblacion di Narra e a circa 90 chilometri (56 mi) a sud del capoluogo provinciale di Palawan, Puerto Princesa.

## Biodiversità
L'isola di Rasa è l'habitat naturale del cacatua delle Filippine, una specie di pappagallo endemica di queste zone, minacciata a livello globale e conosciuta localmente come katala. A protezione di questa specie di uccello, il cui numero è diminuito drasticamente da 4.000 esemplari nel 1994 a circa 1.000 nel 2001, a causa del bracconaggio illegale e della rapida deforestazione del suo ambiente costiero, il governo filippino ha dichiarato l'intera isola e le acque circostanti un santuario per uccelli noto come Santuario della fauna selvatica dell'isola di Rasa. Il santuario per uccelli grande 1,983-ettaro (4,90-acro) è ora amministrato dal Department of Environment and Natural Resources in collaborazione con il Programma di conservazione del cacatua filippino della Fondazione Katala. Una parte di ex bracconieri della comunità Tagbanua di Narra ora svolgono il ruolo di guardiani della fauna selvatica dell'isola.
Sull'isola sono stati osservati anche numerosi altri uccelli endemici, come la codaracchetta testablu, il piccione imperiale grigio, la garzetta cinese e l'assiolo di Mantanani. Le sue acque ospitano anche una popolazione significativa di tartarughe verdi, tartarughe embricate e dugonghi. Oltre alle mangrovie, sull'isola crescono anche gli alberi Ipil.